# Cardepia hartigi
Cardepia hartigi là một loài bướm đêm trong họ Noctuidae.